# Bête de scène
 (juillet 2025).
Pour plus de détails, voir Fiche technique et Distribution.
Bête de scène est un court métrage français réalisé par Bernard Nissille sorti en 1994.

## Synopsis
Un acteur, tenant le rôle de l'ours dans la pièce Le Conte d'hiver de William Shakespeare, tombe amoureux de la comédienne qui joue le rôle de la reine, mais celle-ci est amoureuse du metteur en scène .Ce film nous montre les coulisses d'une représentation théâtrale

## Fiche technique
- Titre original : Bête de scène
- Réalisation : Bernard Nissille
- Scénario : Michel Fessler, Bernard Nissille
- Production : Pascal Caucheteux
- Société de production : Why Not Courts Métrages
- Photographie : Benoît Delhomme
- Montage : Jeanne Kef
- Décors : Wouter Zoon
- Pays :  France
- Genre : court métrage
- Durée : 18 minutes
- Format : couleur
- Date de sortie : 1994

## Distribution
- Emmanuel Salinger : l'ours
- Bulle Ogier : la reine
- Patrice Chéreau : le metteur en scène
- Michel Piccoli : l'acteur
- Marina Golovine : l'habilleuse
- Swann Arlaud : le petit prince (crédité Swann Vialle)
- Catherine Bidaut : une des filles
- Marianne Denicourt : une des filles
- Eva Ionesco : une des filles
- Hélène de Saint-Père : une des filles
- Roland Amstutz : le père
- Martine Erhel : la mère